# Andrzej Hulanicki
Andrzej Hulanicki (ur. 25 grudnia 1933 w Poznaniu, zm. 23 marca 2008 we Wrocławiu) – polski matematyk, specjalizował się w dziedzinie analizy matematycznej, szczególnie analizie harmonicznej, oraz teorii prawdopodobieństwa. Profesor Uniwersytetu Wrocławskiego, twórca wrocławskiej szkoły analizy harmonicznej.

## Życiorys
Dzieciństwo spędził w Warszawie. W 1946 roku przyjechał do Wrocławia i zaczął uczęszczać do I Liceum Ogólnokształcącego. W 1950 zdał maturę i podjął studia w Instytucie Matematycznym Uniwersytetu Wrocławskiego, gdzie w 1955 roku obronił pracę magisterską. Tak rozpoczęła się jego przeszło pięćdziesięcioletnia kariera naukowa.
W 1959 wyjechał do Manchesteru na roczne stypendium finansowane przez British Council. Tam zajmował się nieskończonymi grupami nieabelowymi i nauczył się podstaw analizy harmonicznej. W 1960 roku, w Instytucie Matematycznym Polskiej Akademii Nauk, obronił pracę doktorską. Promotorem jego pracy doktorskiej był Stanisław Hartman. Habilitował się w 1963 roku. W 1969 otrzymał tytuł profesora nadzwyczajnego, a w 1980 zwyczajnego.
W 1963 roku spędził trzy miesiące w Moskwie. Wtedy powstał jeden z jego podstawowych wyników dotyczących grup ze średnią Banacha: każda reprezentacja unitarna grupy lokalnie zwartej jest słabo zawarta w reprezentacji regularnej wtedy i tylko wtedy, gdy grupa ma średnią Banacha. Twierdzenie to weszło już do klasyki i jest chyba jego najczęściej cytowanym wynikiem.
W 1970 roku Andrzej Hulanicki pojechał na kongres do Nicei i tam zainteresował się problematyką Eliasa Steina, który właśnie tworzył podstawy analizy na grupach nilpotentnych. Robiona początkowo pod kątem reprezentacji półprostych grup Liego, rozwinęła się w potężną teorię. Połączenie problematyki Steina z dotychczasowym doświadczeniem w zakresie analizy harmonicznej na grupach dało rachunki funkcjonalne.
Od 1972 roku regularnie co dwa lata (z przerwą w stanie wojennym) organizował konferencje starając się by uczestniczyli w nich najwybitniejsi matematycy. Jego uczniowie kontynuują tę tradycję.
W latach 1968-1983 pełnił funkcję dyrektora wrocławskiego oddziału Instytutu Matematycznego PAN.
W 1991 został członkiem korespondentem, a w 2004 – członkiem rzeczywistym Polskiej Akademii Nauk.
W 1992 otrzymał nagrodę Jurzykowskiego, a w 2002 tytuł doktora honoris causa Uniwersytetu w Orleanie we Francji. Jest laureatem trzech nagród zespołowych Ministra Edukacji (w 1996, 2003 i 2010-pośmiertnie). Otrzymał także nagrodę Ministra Edukacji w 2004 za całokształt dorobku naukowego.
Był promotorem 17 rozpraw doktorskich i autorem prawie 100 publikacji. Zmarł 23 marca 2008 roku we Wrocławiu w Niedzielę Wielkanocną.
Andrzej Hulanicki był wykładowcą Uniwersytetu Opolskiego, Uniwersytetu Wrocławskiego oraz Wrocławskiej Wyższej Szkoły Informatyki Stosowanej.

## Nagrody
- tytuł doktorat honorowy Uniwersytetu w Orleanie;
- medal im. Władysława Orlicza,
- Złoty Krzyż Zasługi,
- Krzyż Kawalerski Orderu Odrodzenia Polski
- Medal Komisji Edukacji Narodowej.